# Zawadno
Zawadno – przysiółek wsi Wronów w Polsce, położony w województwie opolskim, w powiecie brzeskim, w gminie Lewin Brzeski, między miejscowościami Różyna i Wronów. Wchodzi w skład sołectwa Wronów.
W latach 1975–1998 przysiółek należał administracyjnie do województwa opolskiego.
Znany od XIV wieku pod nazwą Lichten.
W latach 70. XX wieku był jeszcze zamieszkany, a budynki gospodarcze wykorzystywane przez PGR we Wronowie. Obecnie w ruinach folwarku zachowana jedynie zdewastowana stodoła.

## Zabytki
- grodzisko stożkowe – na wschód od folwarku, w widłach rzek Odra i Nysa Kłodzka;
- stary kamienny krzyż monolitowy przy drodze do Kopania nieznanego wieku ani przyczyny fundacji. Krzyż ten nazywany jest  często krzyżem pokutnym, co jednak nie ma podstaw w  dowodach ani badaniach, a jest oparte jedynie na nieuprawnionym założeniu, że wszystkie stare kamienne krzyże monolitowe,  o których pochodzeniu nie zachowały się żadne informacje,  są krzyżami pokutnymi (pojednania)[5], chociaż w  rzeczywistości powód fundacji takich krzyży może być różnoraki, tak jak każdego innego krzyża. Niestety hipoteza ta stała się na tyle popularna, że zaczęła być odbierana jako fakt i pojawiać się w lokalnych opracowaniach, informatorach czy przewodnikach jako faktyczna informacja, bez uprzedzenia, że jest to co najwyżej luźny domysł bez żadnych bezpośrednich dowodów.